# Морилтон (Арканзас)
Морилтон (енгл. Morrilton) град је у америчкој савезној држави Арканзас.

## Демографија
По попису из 2010. године број становника је 6.767, што је 217 (3,3%) становника више него 2000. године.
| Група             | 2000.         | 2010.         |
| Белци             | 5.037 (76,9%) | 5.021 (74,2%) |
| Афроамериканци    | 1.144 (17,5%) | 1.071 (15,8%) |
| Азијати           | 22 (0,3%)     | 51 (0,8%)     |
| Хиспаноамериканци | 221 (3,4%)    | 439 (6,5%)    |
| Укупно            | 6.550         | 6.767         |